# روژه لوگری
روژه لوگری (فرانسوی: Roger Legris‎؛ ‏ ۳ ژوئیهٔ ۱۸۹۸ – ۲۲ مهٔ ۱۹۸۱) بازیگر اهل فرانسه بود. وی بین سال‌های ۱۹۳۳ تا ۱۹۶۳ میلادی فعالیت می‌کرد.
از فیلم‌هایی که وی در آن نقش داشته‌است، می‌توان به آتول کا، پی‌پی لو موکو، بندر مه‌آلود، آب‌سنگ‌های مرجانی، آن‌ها پنج نفر بودند و زیبا باش اما خفه شو اشاره کرد.